# Bärenloch (Solingen)

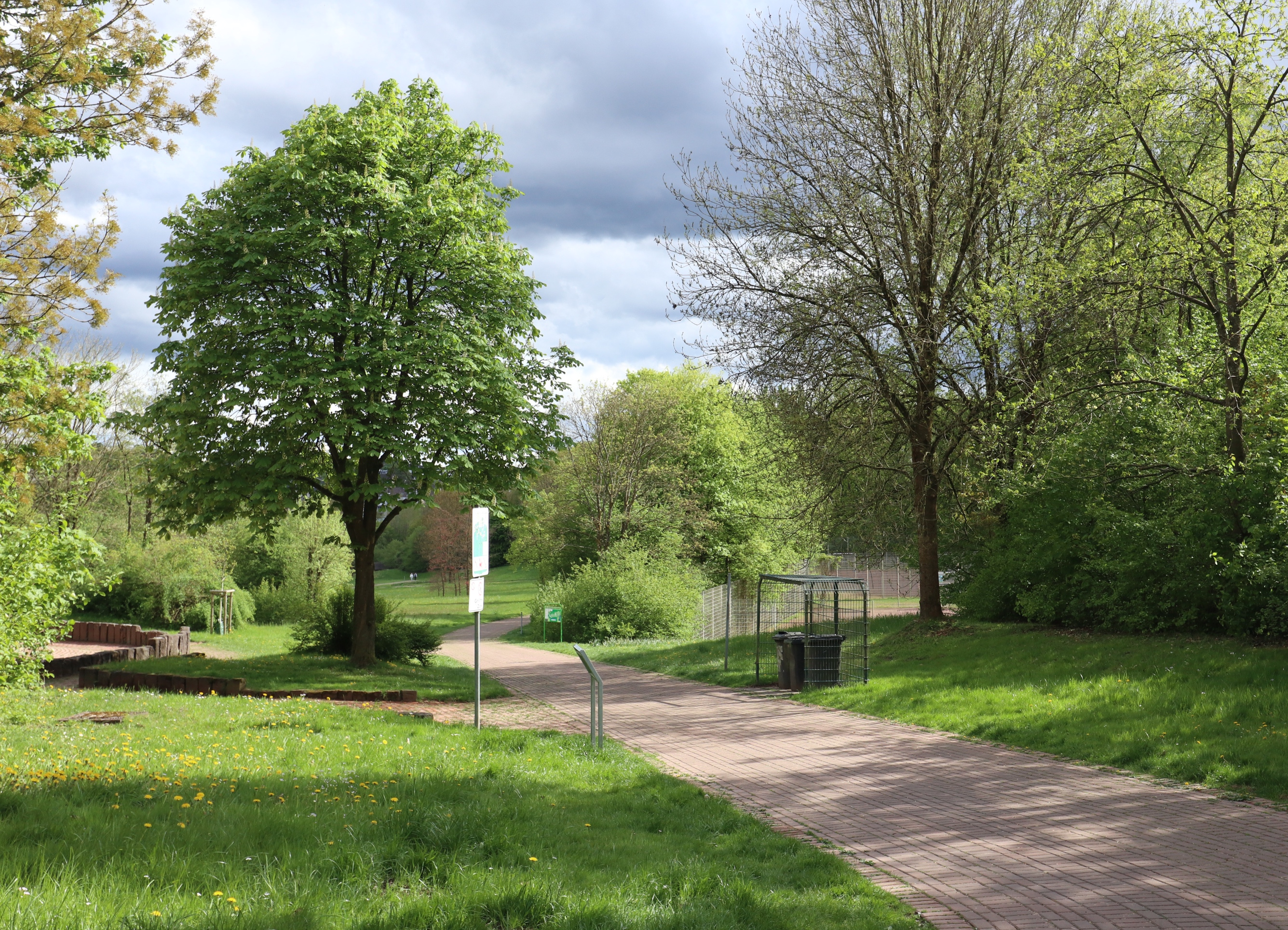
Bärenloch am Zugang Bimerich

Das Bärenloch ist eine Parkanlage in der bergischen Großstadt Solingen. Sie geht auf eine im Jahr 1930 eingerichtete Mülldeponie an gleicher Stelle zurück. Mit einer Fläche von rund 13 ha ist das Bärenloch weit vor dem Engelsberger Hof die größte Solinger Parkanlage.

## Lage und Beschreibung

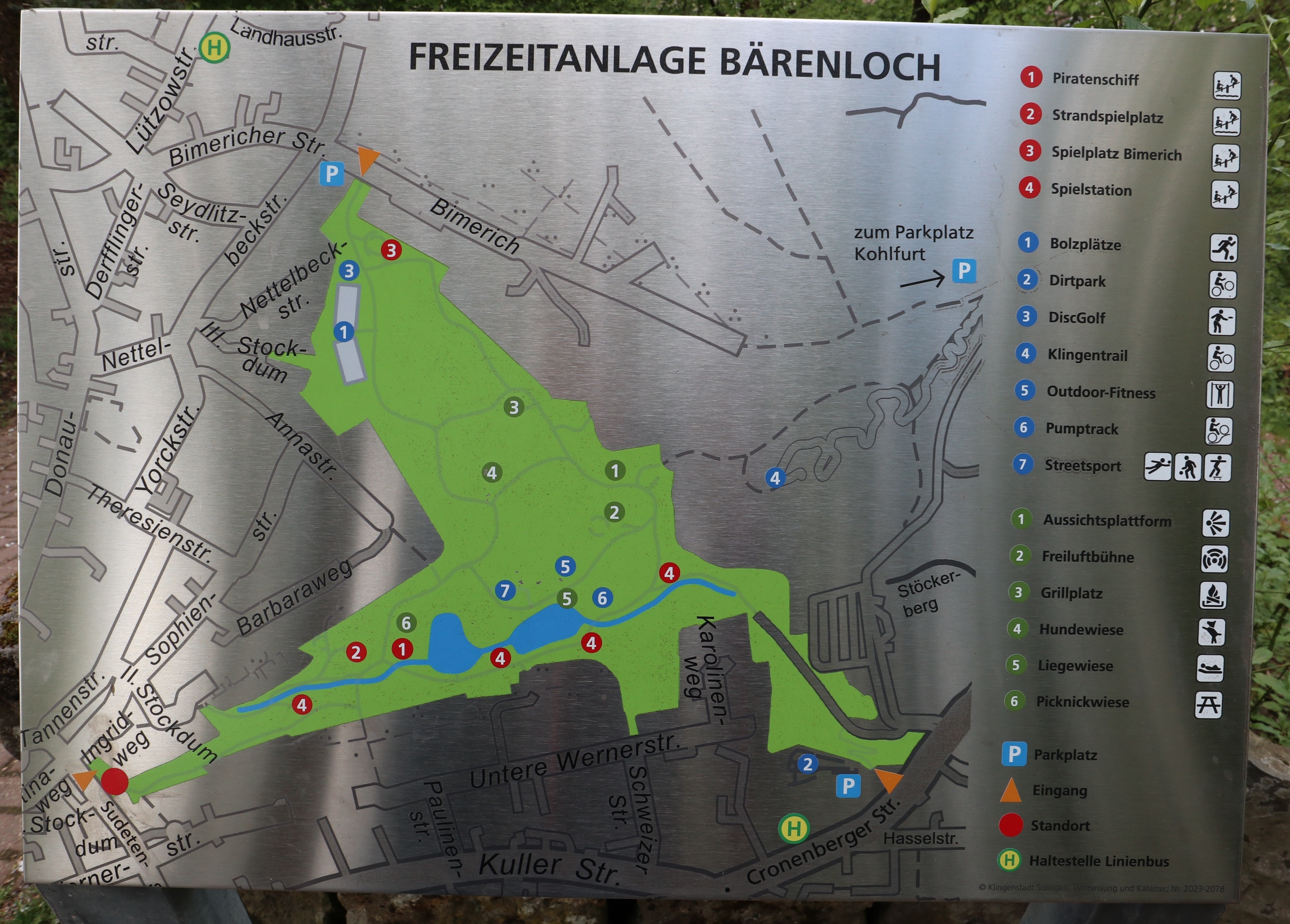
Übersichtstafel der Freizeitanlage Bärenloch

Das Bärenloch befindet sich im Nordosten des Solinger Stadtgebiets im Süden des Stadtbezirks Gräfrath und im Norden von Solingen-Mitte. Es umfasst den Talgrund des Fleußmühler Bachs von dessen Quelle am II. Stockdum bis zum Schrodtberg. Der Bach wird im Zentrum der Parkanlage zu einem Teich aufgestaut. Das Gelände erstreckt sich nördlich der Landesstraße 427, der Kuller bzw. Cronenberger Straße. Es wird im Norden von einer Wohnsiedlung des Bauvereins Gräfrath sowie am Bimerich von einer Kleingartenanlage begrenzt. Im Osten grenzt am Stöcken das Gelände der ehemaligen Fabrik Rasspe an, das zu einem Gewerbegebiet umgebaut wird. 
Das Bärenloch lässt sich heute unterteilen in einen westlichen Teil mit rund 13 ha, der als Grün- und Parkanlage genutzt wird, sowie einen östlichen Teil, der als Entsorgungszentrum Bärenloch mit Wertstoffhof und Kompostierungsanlage betrieben wird. Am höchsten Punkt auf 227 Metern im Zentrum des Geländes beginnt der Klingentrail, eine Strecke für Mountainbikes. Diese führt nördlich am Entsorgungszentrum vorbei und endet an einem Wanderweg kurz vor der Fleußmühle.

## Etymologie
Der Name leitet sich wahrscheinlich von dem Wort Beere ab, da zu Beginn des 20. Jahrhunderts an der Stelle des heutigen Geländes Beerensträucher (u. a. Himbeeren und Brombeeren) angepflanzt wurden. Der Name Bärenloch bildete sich im Volksmund heraus.

## Geschichte

### Mülldeponie und Entsorgungszentrum
Bis in die 1920er Jahre war das Bärenloch ein idyllisches und kaum besiedeltes Bachtal an der Südgrenze der bis 1929 selbständigen Stadt Gräfrath. Nach der Städtevereinigung zu Groß-Solingen 1929 wurden weitere Kapazitäten für die Deponierung von Abfällen der neuen Großstadt Solingen benötigt. Da die Kapazitäten der Mülldeponie am II. Heidberg erschöpft waren und diese auch zu dicht an der Stadt lag, deponierte die Stadt Solingen ihre Abfälle ab 1930 vorwiegend im Bärenloch. Das Tal wurde über Jahrzehnte mit Abfällen zugeschüttet, darunter Bauschutt, asbestzementhaltige Abfälle, Dämmwolle sowie Glas- und Mineralfasern. In den 1950er und 1960er Jahren erreichte das jährliche Abfallaufkommen im Bärenloch seinen Höchststand. Da der Müll jedoch auf unversiegelten Böden abgekippt wurde, spülte das Regenwasser Schadstoffe aus dem Müll heraus, wodurch das Grundwasser verseucht wurde.:5
1969 wurde das Müllheizkraftwerk Solingen am Mangenberg in Betrieb genommen. Dadurch sank die im Bärenloch abgeschlagene Müllmenge kontinuierlich. In den letzten Jahren vor der Schließung der Deponie im Jahr 2009 wurden jährlich nur noch 7000 Tonnen angeliefert. Heute lagern im Bärenloch insgesamt etwa 300.000 Tonnen Abfälle.
Bereits 1996 eröffnete im Bärenloch ein Wertstoffhof mit Zufahrt von der Cronenberger Straße. Dort werden seither recyclingfähige Stoffe getrennt gesammelt. 2003 zog die bereits bestehende Kompostierungsanlage vom Demmeltrath in Wald (Lage) ins Bärenloch um. Dort wird bis heute Solinger Grünschnitt zu Komposterde verarbeitet. Der in Solingen gesammelte Biomüll wird jedoch in Ratingen-Breitscheid kompostiert. Das Entsorgungszentrum Bärenloch wird seit 2001 von der Entsorgung Solingen GmbH betrieben, einer städtischen Tochtergesellschaft.

### Grün- und Parkanlage

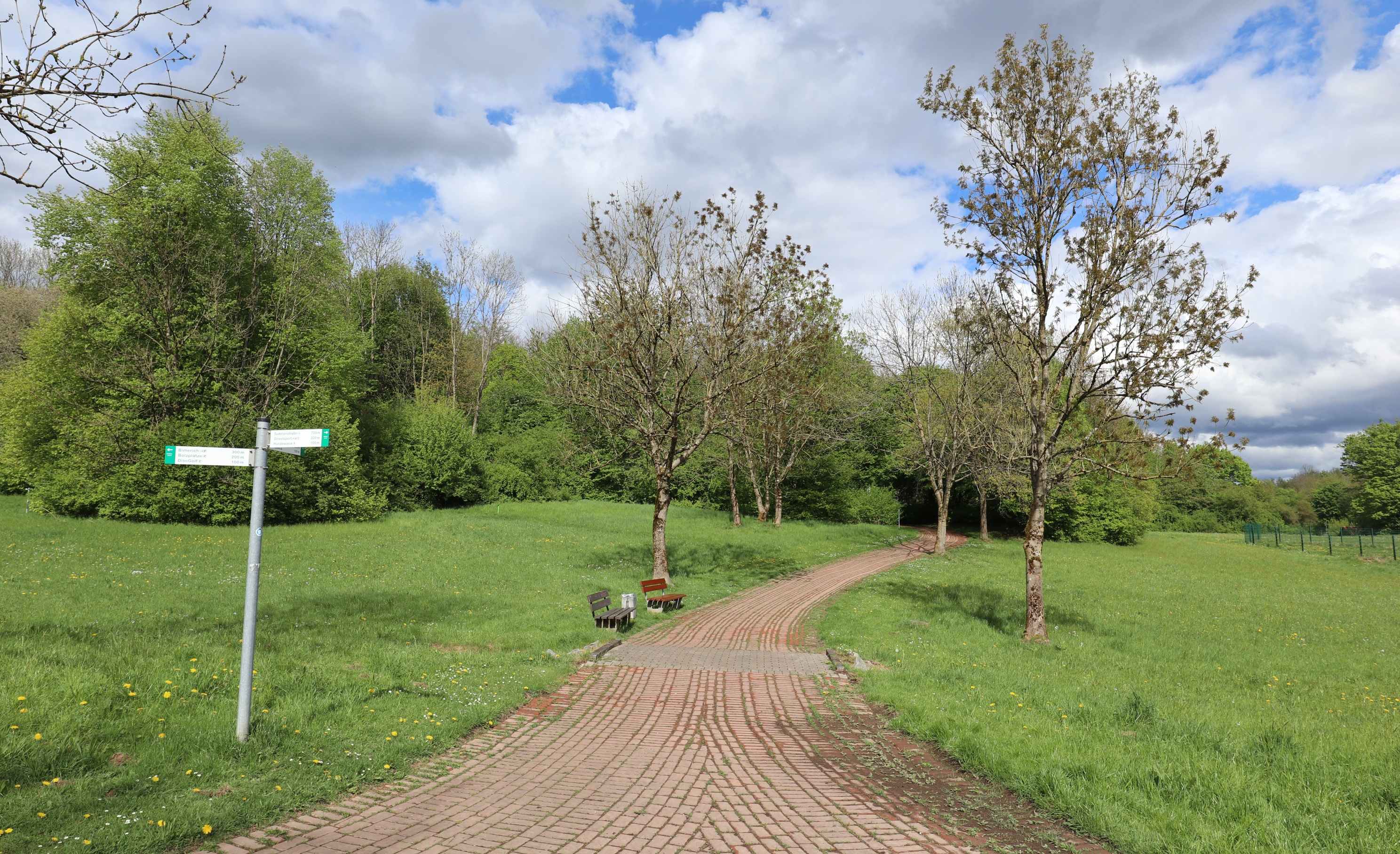
Parkweg im Bärenloch

Die Umgestaltung des Geländes zu einer Freizeit- und Erholungsanlage wurde Ende der 1970er Jahre im Rahmen einer Bürgerbeteiligung initiiert. Im Westen wurden die Müllberge abgedeckt und der Fleußmühler Bach in dessen Oberlauf wieder freigelegt. Nach Plänen des Wuppertaler Landschaftsarchitekten Michael Mönig entstand eine Parkanlage auf dem Gelände, die zunächst lediglich mit Laubbäumen bepflanzt wurde. In den Folgejahrzehnten wurde der Park um diverse Spiel- und Sportgeräte ergänzt und so zu einer beliebten Freizeitanlage ausgebaut.
Zu Beginn der 1990er Jahre galt das Bärenloch unter anderem als Treffpunkt der Solinger Neonazi-Szene. Im Mai 1993 kam es im Haus der türkischstämmigen Familie Genç an der Unteren Wernerstraße 81, das unmittelbar an das Bärenloch angrenzte, zum fremdenfeindlichen Brandanschlag von Solingen. Als Reaktion darauf wurde die Anlage 1994 und 1995 noch einmal umgestaltet, nachdem zuvor eine Beteiligung von Jugendlichen erfolgt war.
2018 wurde mit einem großen Piratenschiff als Spielgerät eine neue Attraktion für Kinder eingeweiht. Vom höchsten Punkt der Anlage aus wurde ebenfalls 2018 der Klingentrail errichtet, eine Mountainbikestrecke, die nördlich vom Entsorgungszentrum bis zur Fleußmühle führt. Dabei werden mit vier verschiedenen Teilstrecken auf insgesamt über 1,5 Kilometern bis zu 82 Höhenmeter überwunden. Pate der Anlage ist der Radsportverein Velo Solingen.
Im Jahr 2023 wurde die Anlage erneut umgestaltet. Für 680.000 Euro wurden neue Spielgeräte sowie eine neue Beschilderung angeschafft. Wichtigste Elemente der Umgestaltung bildeten eine neue Wasserspielanlage sowie ein Outdoor-Fitness-Park. Der umgestaltete Park konnte im April 2024 eingeweiht werden.